# Empresa Nacional de Electricidad (Bolivia)
Empresa Nacional de Electricidad (ENDE) es una empresa pública nacional estratégica, para el abastecimiento de energía eléctrica a la población boliviana. La empresa se dedica a la generación, transmisión y distribución de energía eléctrica en Bolivia. La empresa es supervisada y regulada por la Autoridad de Fiscalización y Control Social de Electricidad.

## Historia
El 9 de febrero de 1962 se creó la Empresa Nacional de Electricidad Sociedad Anónima (ENDE S.A.), mediante Decreto Supremo N.º 5999, durante el gobierno de Víctor Paz Estenssoro. La empresa fue luego constituida el 21 de diciembre de 1964. El 4 de febrero de 1965 adquiere personalidad jurídica mediante la Resolución Suprema N.º 127462, y el 16 de julio de 2008 fue refundada, mediante Decreto Supremo N.º 29644. Su sede central se encuentra en Cochabamba.